# Grand orgue de l'église Saint-Dominique de Paris
Le grand orgue de l'église Saint-Dominique de Paris, construit en 1904 par les établissements Merklin pour le salon du comte Christian Bertier de Sauvigny, fut installé en 1944 dans l'église Saint-Dominique de Paris dans le 14e arrondissement.
L'orgue possède actuellement 36 jeux (dont 32 jeux réels) répartis sur 3 claviers de 56 notes et un pédalier de 32 notes. La transmission est électrique, il possède deux boîtes expressives.
Le buffet, en noyer, de style Louis XIV, n’est pas sans rappeler celui de l’orgue de l’église Saint-Sulpice de Paris. En effet, des colonnes cannelées à chapiteaux corinthiens encadrent chaque plate face. Ces dernières sont ornées de guirlandes en bois sculpté. Au centre 3 plates faces s’incurvent en hémicycle laissant place à la console retournée. Le soubassement est composé de panneaux fortement moulurés. Le haut du buffet est composé d’une balustrade à balustres entier reposant sur une corniche à modillons épousant le plan en hémicycle du buffet. 

## Historique

### L'orgue de salon
Le comte Christian de Bertier de Sauvigny est né le 10 avril 1864. Issu d’une ancienne famille d’origine bourguignonne, il étudia l’orgue auprès de M. Wakanthaler, organiste de la cathédrale de Dijon, puis à Paris auprès d’Eugène Gigout et d'Henri Dallier. Il fut l’organiste adjoint des églises de Saint-Eustache et de La Madeleine, puis titulaire de l'orgue de l'église Saint-Antoine-des-Quinze-Vingts dans le 12e arrondissement, de 1909 à sa mort en 1939. En 1904, le comte Bertier fait construire un orgue par la maison Merklin pour son hôtel particulier situé au 14 rue Legendre dans le 17e arrondissement (14 rue Georges-Berger depuis 1912). L'orgue, placé dans le spacieux atelier d’artiste d'une hauteur de 6 mètres, situé au 2e étage de l'hôtel, est inauguré le jeudi 19 mai 1904 par Eugène Gigout, organiste de l'église Saint-Augustin de Paris, et par Henri Dallier, organiste de l'église Saint-Eustache. Au programme de cette inauguration, des œuvres de Bach, Saint-Saens, Dubois, Boëllmann, Gigout et Dallier. L’instrument est moderne pour l'époque, il est doté du système de transmission pneumatique tubulaire inventé par Merklin. Il possède alors 28 jeux, répartis sur trois claviers de 56 notes, dont 2 expressifs, et un pédalier de 30 notes. De nombreux concerts d’orgue eurent lieu chez le comte Bertier. D’après Les archives bibliographiques contemporaines, années 1906-1917, le comte organisait chaque année, chez lui, « des auditions d’orgue très suivies en l’honneur des lauréats du Conservatoire national de musique. »

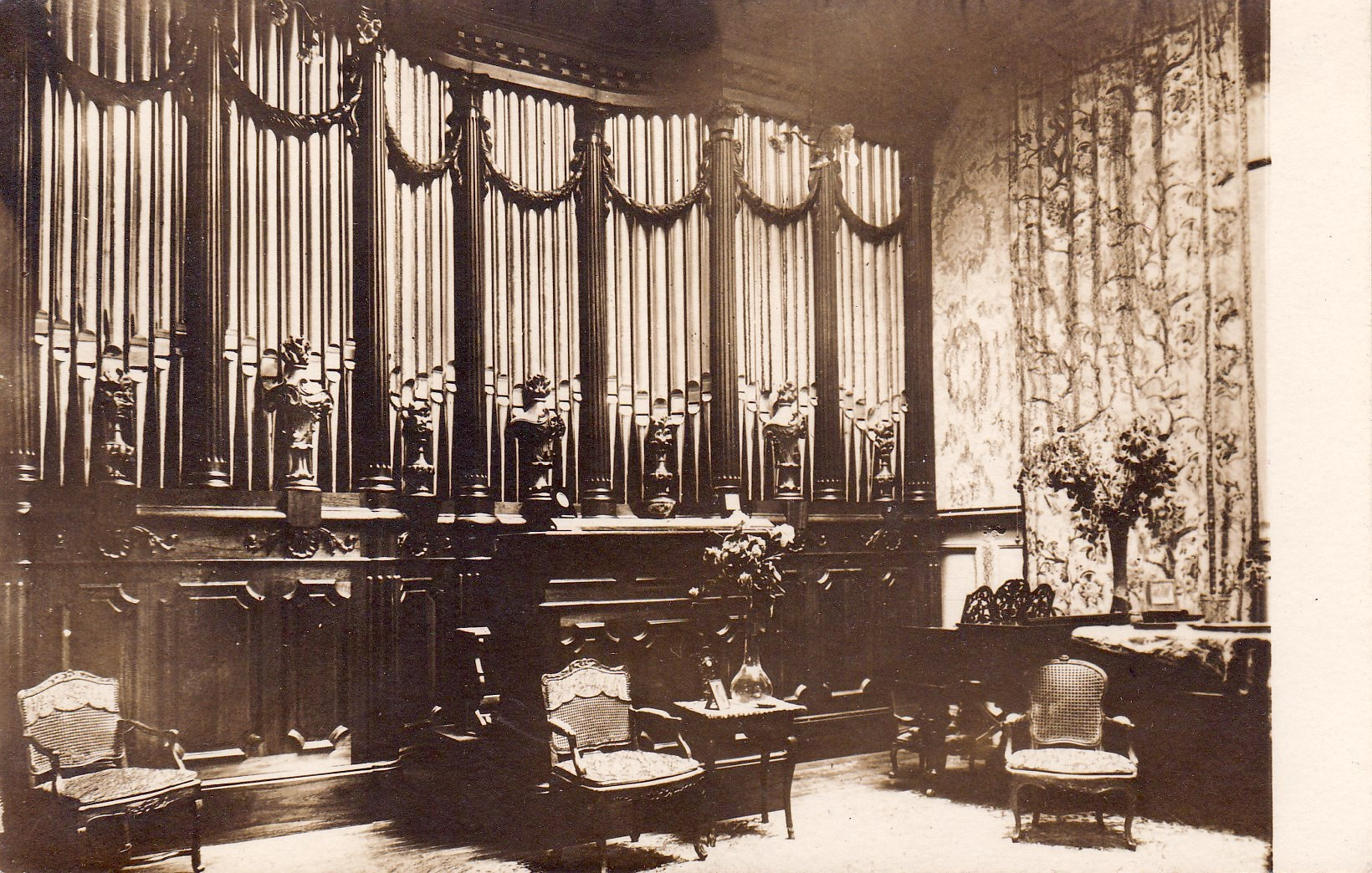
L'orgue de salon.

Au début des années 1920, le comte Bertier et son épouse quittèrent l'hôtel de la rue Legendre pour s’installer dans un hôtel particulier plus spacieux au 7 de la rue de Poitiers. Cependant, l’orgue Merklin ne semble trouver sa place dans aucune des pièces de cet hôtel. D’après les plans de ce dernier, la hauteur sous plafond des pièces de réception est de 3,80 m alors que la hauteur de l’orgue s’élève à 5 mètres. Le 20 novembre 1923, le comte Bertier déposa un permis de construire, il s’agit de la construction d’une annexe, dans la cour de son hôtel, entre le bâtiment principal et des dépendances. Les plans de l’architecte détaillent la construction d’une « galerie » contenant un orgue. La façade du buffet de l'orgue fut légèrement remaniée et adaptée aux dimensions de la nouvelle salle et la composition fut augmentée de 3 nouveaux jeux : un clairon de 4', un nasard et une flûte douce 4'. Au niveau des accouplements, de nouvelles octaves graves et aiguës furent ajoutées. Ces transformations ont été effectuées par Joseph et Gaston Gutschenritter (père et fils), succession J. Merklin & Cie.
À cette nouvelle adresse, de nombreux concerts eurent également lieu. Une soirée y fut organisée le 12 mars 1931, en l'honneur de la promotion de l'organiste Louis Vierne à la Légion d’honneur. Lors de cette soirée André Marchal, André Fleury et Maurice Duruflé ont joué des œuvres du célèbre organiste de Notre-Dame de Paris, en la présence du maître. Marcel Dupré, André Fleury et Maurice Duruflé ont donné plusieurs récitals dans la nouvelle salle d'orgue du comte Bertier. Gaston Litaize y donna un concert en mai 1932 en présence du célèbre organiste de l'église Saint-Sulpice Charles-Marie Widor.

### L'orgue d'église

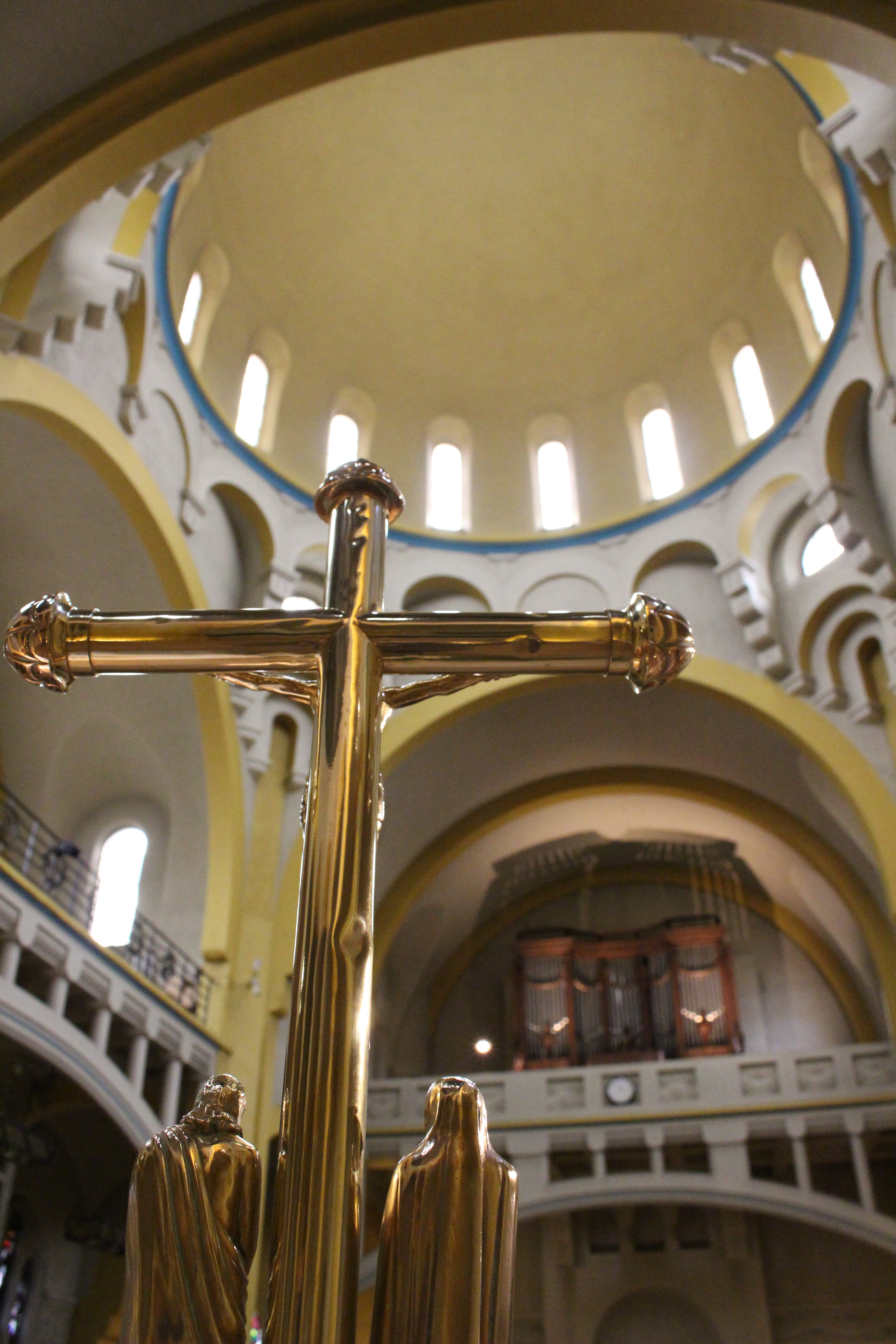
Église Saint-Dominique de Paris.

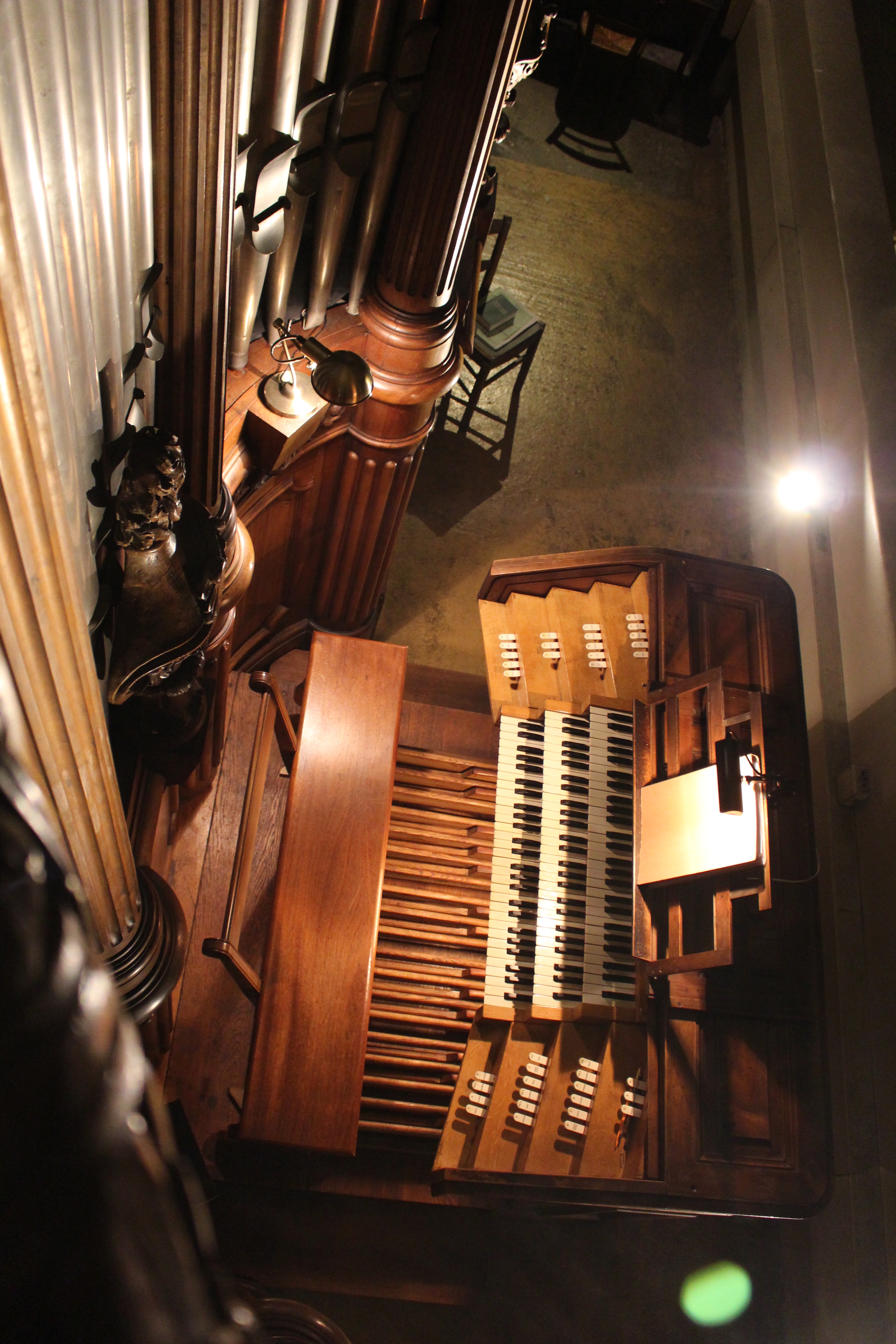
La console de l'orgue de l'église Saint-Dominique de Paris.

Le comte Bertier meurt le 29 août 1939 ; son épouse décédera 5 ans plus tard, en avril 1944. Les héritiers cédèrent généreusement l’orgue à la paroisse Saint Dominique. L'instrument fut installé dans l'église en 1944 par Jules Isambart, facteur d'orgue, et Jean Perroux, harmoniste, tous deux anciens ouvriers du grand facteur d'orgue français du XIXe siècle : Aristide Cavaillé-Coll. L'harmonisation de l'orgue a été entièrement refaite par Jean Perroux qui l'a adapté aux caractéristiques sonores de l'église. L'orgue est inauguré le 21 octobre 1945 par Marcel Dupré et Louise Tallon, élève de Dupré et titulaire de l'orgue.
Le 21 octobre 1962, l'organiste titulaire de Notre-Dame de Paris, Pierre Cochereau, inaugure l'orgue à la suite d'une restauration importante effectuée par la Société des anciens établissements Gaston Gutschenritter. Lors de cette restauration l'instrument fut électrifié et augmenté. La majorité des tuyaux d'origine a été conservée cependant, les pleins-jeux ont été recomposés, une clarinette, une voix humaine, un octavin, un salicional et une gambe de Merklin ont été sacrifiés pour être remplacés par un cromorne, une quinte 2' 2/3, une doublette, une quarte 2', une tierce et une nouvelle fourniture au positif.
Le meuble de la console fut conservé mais déplacé sur le côté droit de la tribune permettant à l'organiste d'entendre l'orgue avec plus de recul et d'avoir une meilleure visibilité sur le chœur de l'église. Un bloc de claviers neuf fut installé et les tirants de jeux furent remplacés par des dominos. Des combinaisons fixes et des accouplements en 16' et en 4' furent ajoutés.
En 2003, Marc Hedelin restaure l'instrument, effectue un dépoussiérage, restaure les soufflets et les sommiers à cases électro-pneumatiques, la console est réinstallée à son emplacement d'origine, au centre, devant le buffet.

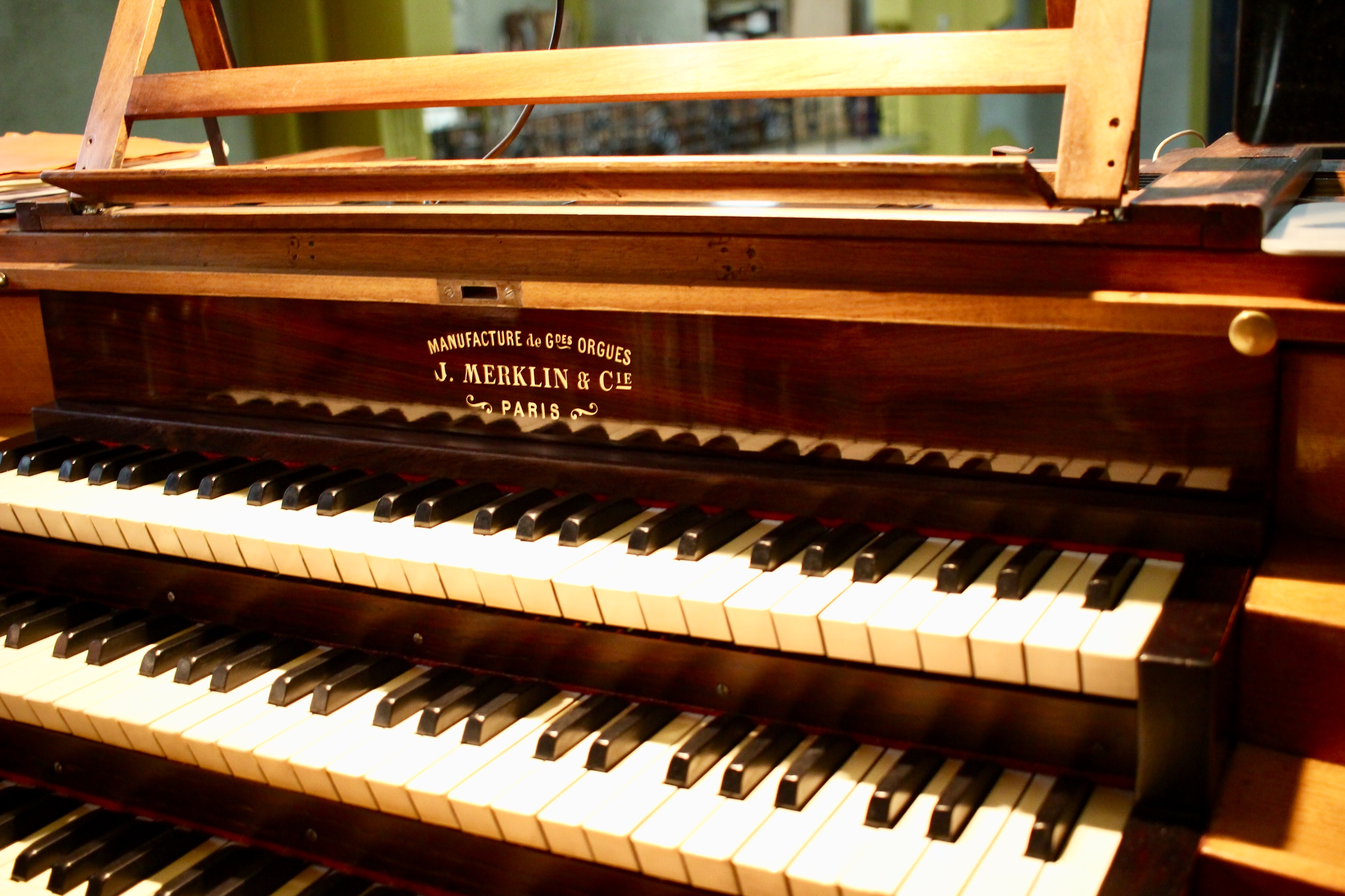
Cartouche J. Merklin & Cie, Paris.

## Titulaires
Les organistes titulaires de cet instrument furent successivement : Louise Tallon (élève de Marcel Dupré), A. Royer (Prix de composition du Conservatoire de Paris).
L'actuel titulaire est Julien Lucquiaud, nommé en décembre 2016.

## Compositions successives de l'orgue

### Merklin & Cie, 1904
| 1er clavier, Grand orgue |        |
| Bourdon                  | 16'    |
| Montre                   | 8′     |
| Salicional               | 8'     |
| Bourdon                  | 8'     |
| En boite expressive :    |        |
| Prestant                 | 4'     |
| Fourniture               | III    |
| Basson                   | 8'/16' |
| Trompette harmonique     | 8'     |

|                                                                         |
|                                                                         |
|                                                                         |
| Récit / GO en 8' Positif / GO en 8' Annulateur GO en 8' Appel Anches GO |

| 2e clavier, Positif expressif |     |
| Quintaton                     | 16' |
| Gemshorn                      | 8′  |
| Flûte harmonique              | 8'  |
| Bourdon                       | 8'  |
| Flûte octaviante              | 4'  |
| Clarinette                    | 8'  |
| Voix humaine                  | 8′  |

|                                                              |
|                                                              |
|                                                              |
| Récit / Positif en 8' Appel Anches Positif Tremblant Positif |

| 3e clavier, Récit expressif |     |
| Gambe                       | 8′  |
| Voix céleste                | 8′  |
| Flûte traversière           | 8′  |
| Cor de nuit                 | 8′  |
| Octavin                     | 2′  |
| Fourniture                  | III |
| Trompette harmonique        | 8′  |
| Basson-Hautbois             | 8′  |

|                                                       |
|                                                       |
|                                                       |
| Octave grave Récit Appel Anches Récit Tremblant Récit |

| Pédale         |     |
| Soubasse forte | 16′ |
| Soubasse douce | 16′ |
| Quinte         | 12' |
| Flûte          | 8′  |
| Bourdon        | 8′  |

| Tirasse GO, Positif et Récit, Orage |

### Joseph et Gaston Gutschenritter (père et fils), 1924
Jeu neuf *
| 1er clavier, Grand orgue |     |   |
| Bourdon                  | 16' |   |
| Montre                   | 8′  |   |
| Salicional               | 8'  |   |
| Bourdon                  | 8'  |   |
| En boite expressive :    |     |   |
| Prestant                 | 4'  |   |
| Fourniture               | III |   |
| Basson                   | 16' |   |
| Trompette harmonique     | 8'  |   |
| Clairon harmonique       | 4'  | * |
|                          |     |   |

|                                                                                            |
|                                                                                            |
|                                                                                            |
| Récit / GO en 8' et 16' Positif / GO en 8' GO/GO en 4' Annulateur GO en 8' Appel Anches GO |

| 2e clavier, Positif expressif |      |   |
| Quintaton                     | 16'  |   |
| Gemshorn                      | 8′   |   |
| Flûte harmonique              | 8'   |   |
| Bourdon                       | 8'   |   |
| Flûte octaviante              | 4'   |   |
| Nasard                        | 2/3′ | * |
| Clarinette                    | 8'   |   |
| Voix humaine                  | 8′   |   |

|                                                                       |
|                                                                       |
|                                                                       |
| Récit / Positif en 8' Positif sur Positif en 16' Appel Anches Positif |

| 3e clavier, Récit expressif |     |   |
| Gambe                       | 8′  |   |
| Voix céleste                | 8′  |   |
| Flûte traversière           | 8′  |   |
| Cor de nuit                 | 8′  |   |
| Flûte douce                 | 4'  | * |
| Octavin                     | 2′  |   |
| Fourniture                  | III |   |
| Trompette harmonique        | 8′  |   |
| Basson-Hautbois             | 8′  |   |

|                                                                |
|                                                                |
|                                                                |
| Récit / Récit en 16' et en 4' Appel Anches Récit Tremolo Récit |

| Pédale         |     |
| Soubasse forte | 16′ |
| Soubasse douce | 16′ |
| Quinte         | 12' |
| Flûte          | 8′  |
| Bourdon        | 8′  |

| Tirasse GO, Positif et Récit, Tirasse Récit en 4' Forte général |

### Composition actuelle, Société des Anciens établissements G. Gutschenritter, 1962
Jeu neuf *
Jeu nouveau confectionné dans un jeu d'origine **
Jeu déplacés ***
| 1er clavier, Grand orgue |     |     |
| Bourdon                  | 16' |     |
| Montre                   | 8′  |     |
| Bourdon                  | 8'  |     |
| Doublette                | 2'  | **  |
| En boite expressive :    |     |     |
| Flûte harmonique         | 8'  | *** |
| Prestant                 | 4'  |     |
| Fourniture               | IV  | **  |
| Trompette harmonique     | 8'  |     |
| Clairon harmonique       | 4'  |     |
|                          |     |     |

| |
| |
| |
| Récit / GO en 8', 16' et 4' Positif / GO en 8' et en 4' GO/GO en 4' Annulateur GO en 8' Appel Mixtures GO Appel Anches GO |

| 2e clavier, Positif expressif |       |    |
| Principal                     | 8′    | ** |
| Bourdon                       | 8'    |    |
| Flûte ouverte                 | 4'    | ** |
| Quinte                        | 2/3′  | ** |
| Quarte                        | 2'    | ** |
| Tierce                        | 13/5′ | *  |
| Fourniture                    | IV    | *  |
| Cromorne                      | 8′    | ** |

|                                              |
|                                              |
|                                              |
| Récit / Positif en 8' Appel Mixtures Positif |

| 3e clavier, Récit expressif |      |     |
| Gemshorn                    | 8′   | *** |
| Voix céleste                | 8′   |     |
| Flûte traversière           | 8′   |     |
| Cor de nuit                 | 8′   |     |
| Flûte douce                 | 4'   |     |
| Nasard                      | 2/3′ | *** |
| Fourniture                  | IV   | **  |
| Bombarde                    | 16'  | *   |
| Trompette harmonique        | 8′   |     |
| Basson-Hautbois             | 8′   |     |
| Clairon harmonique          | 4'   | *   |

|                                                             |
|                                                             |
|                                                             |
| Récit / Récit en 4' Appel Mixtures Récit Appel Anches Récit |

| Pédale         |        |    |
| Soubasse forte | 16′    |    |
| Quinte         | 102/3′ |    |
| Flûte          | 8′     |    |
| Bourdon        | 8′     |    |
| Flûte          | 4'     | ** |
| En emprunt :   |        |    |
| Bombarde       | 16'    |    |
| Trompette      | 8'     |    |
| Clairon        | 4'     |    |

| Tirasse GO, Positif et Récit Appel Anches Pédale |